# Joseph Brummer
Pour les articles homonymes, voir Brummer.
Joseph Brummer, né en 1883 et mort le 14 avril 1947, est un marchand d'art et collectionneur d'origine hongroise qui exposa dans ses galeries de Paris et de New York des objets d'antiquité de différentes cultures, des œuvres d'art européen, ainsi que les œuvres de peintres et de sculpteurs modernes. En 1906, lui et ses deux frères ouvrent leur première galerie à Paris, la Brummer Gallery. Au début de la Première Guerre mondiale, ils fermèrent la galerie et s'installèrent à New York. Seul Joseph ouvrit sa prochaine galerie en 1921 à Manhattan.

## Biographie
Joseph (à l'origine József) Brummer est né en 1883 à Sombor (à l'époque en Hongrie, aujourd'hui en Serbie). Il a étudié les arts appliqués à Szeged, à partir de 1897, et a continué ses études à Budapest à partir de 1899. Ensuite, il a étudié à Munich avant de commencer sa carrière d'artiste à Budapest et à Szeged.
Avec ses frères Ernest (1891-1964) et Imre (décédé en 1928), il s'installe à Paris en 1905. En 1906, Brummer et ses frères ouvrent la galerie Brummer à Paris au Boulevard Raspail, où ils vendent de l'art africain, des estampes japonaises et de l'art précolombien, principalement péruvien, aux côtés de peintures et sculptures contemporaines
Durant l'automne 1908, il partage un atelier à la cité Falguière avec le sculpteur d'avant-garde Joseph Csaky, lui aussi originaire de Szeged et Budapest. Brummer étudié la sculpture sous Jules-Félix Coutan, Auguste Rodin et, en 1908, Henri Matisse. Il fréquente également l'Académie de la Grande Chaumière, et fait ainsi la connaissance d'artistes contemporains.
Au début de la Première Guerre mondiale, Joseph Brummer ferme à Paris et s'installe à New York. En 1921, il rouvre une galerie au 43 East Fifty-Seventh Street à Manhattan. Il s'est spécialisé dans l'art européen du Moyen Âge et de la Renaissance, ainsi que dans les objets classiques, anciens égyptiens, africains et précolombiens, mais il a également accueilli quelques-unes des premières expositions d'art européen moderne aux États-Unis. Il est resté en activité jusqu'en 1949, deux ans après la mort de Joseph
Une grande partie de sa collection d'art privée a été achetée par le Metropolitan Museum of Art en 1947. Une seconde partie de la collection d'art Joseph Brummer, encore plus de 2400 lots, fut vendue en 1949 par les galeries Parke-Bernet .
La dernière partie, 600 pièces restantes dans la famille, a été vendue à Zurich en octobre 1979. Ces pièces ont finalement été héritées par la veuve d'Ernest Brummer, Ella Bache Brummer. Leur valeur a été estimée à 10 millions de dollars
De 1931 à 1948, Brummer était propriétaire de la Lionne de Guennol; entre 2007 et 2010, c'est la sculpture la plus chère jamais vendue aux enchères.
En 1909, Brummer fait peindre son portrait par Henri Rousseau et par Anne Goldthwaite en 1915. En 1993, le portrait de Rousseau a été vendu par Christie's pour 2 971 500 £ (4 421 592 $). Il est actuellement la propriété de la National Gallery.

## Expositions
Voici une liste incomplète des expositions d'art moderne à la Brummer Gallery de New York :
- Du 4 au 23 avril 1921 : Maurice Prendergast
- Mai 1921 : Œuvres d'artistes français et américains dont des peintures de Jennie Van Fleet Cowdery, inclus deux œuvres de Auguste Renoir
- Du 24 octobre au 21 novembre 1921 : Anne Goldthwaite[9]
- Du 28 novembre au 24 décembre 1921 : Frank Burty
- Du 3 au 21 janvier 1922 : Peggy Bacon (en) et Alexander Brook (en)
- 1922: sculptures d'Henri Matisse et de Manolo Hugué, et peintures d'Amedeo Modigliani, André Derain, Maurice Utrillo, Marie Laurencin et de Pascin
- Du 15 décembre 1922 au 13 janvier 1923 : Auguste Rodin (peintures et sculptures)
- Du 17 janvier au 10 février 1923 : Pascin
- Du 17 mars au 14 avril 1923 : Thomas Eakins
- 1923 : Bernard Karfiol
- Du 22 octobre au 10 novembre 1923 : Toshi Shimizu
- Du 15 décembre 1923 au 5 janvier 1924 : œuvres de Max Jacob[9]
- Du 25 février au 22 mars 1924 : Henri Matisse
- 1924: Hermine David
- 1924: José de Togores
- Du 4 au 27 décembre 1924 : Georges Seurat
- Janvier 1925 : Roger Fry
- Février 1925 : Walter Pach
- Du 2 au 21 mars 1925 : Michel Kikoine
- 1925: Bernard Karfiol (deuxième exposition à Brummer)
- Du 18 janvier au 13 février 1926 : Aristide Maillol
- Du 17 novembre au 15 décembre 1926 : Sculptures de Constantin Brâncuși[10]
- Du 17 janvier au 12 février 1927 : Béla Czóbel
- Du 14 février au 12 mars 1927 : Bernard Karfiol (third exhibition at Brummer)
- De mars 1927 au 9 avril 1927 : Eugène Zak
- 1927 : Première exposition personnelle d'œuvres de Charles Despiau
- Du 1er au 25 février 1928 : John Storrs (en)
- Du 27 février au 24 mars 1928 : Gaston Lachaise
- Du 26 mars au 21 avril 1928 : Jacques Villon, peinture
- Du 16 février au 16 mars 1929 : A. S. Baylinson (en) et Morris Kantor (en)
- Du 18 mars au 13 avril 1929 : Jane Berlandina
- Du 28 mars au 12 avril 1929 : Raymond Duchamp-Villon, sculptures
- Mai 1929 : Michel Kikoine (deuxième exposition à Brummer)
- Du 1er au 28 novembre 1929 : "Portraits de Maria Lani par cinquante et un peintres", featuring work by Chaim Soutine, Kees van Dongen, Georges Rouault, Pierre Bonnard, Rodolphe-Théophile Bosshard, Charles Despiau, Henri Matisse, Man Ray, André Derain, and others[11]
- Du 30 novembre au 13 décembre 1929 : collection d'Albert Eugene Gallatin, y compris des œuvres de Fernand Léger, Man Ray, Paul Klee, André Masson, Joan Miró, Joseph Stella, et un autoportrait de 1906 réalisé par Pablo Picasso
- Du 14 décembre 1929 au 31 janvier 1930 : Othon Friesz, Paintings
- Du 1er au 28 février 1930 : Max Jacob (deuxième exposition à Brummer)
- Du 8 au 31 mars 1930 : Jane Berlandina (deuxième exposition à Brummer)
- Du 1er avril au 3 mai 1930 : Georges Rouault
- Du 20 octobre au 20 novembre 1930: Jacques Villon (deuxième exposition à Brummer)
- Du 22 novembre au 20 décembre 1930 : Pierre Roy
- Du 5 janvier au 7 février 1931 : Henri Matisse, sculptures
- Du 13 au 28 février 1931 : Anne Goldthwaite (deuxième exposition à Brummer)
- Du 16 mars au 18 avril 1931 : Théophile Steinlen
- Du 13 octobre au 7 novembre 1931 : Marcel Mouillot
- Du 9 novembre 1931 à une date inconnue : Charles Dufresne
- Du 9 au 29 février 1932 : Arthur Everett Austin Jr. (en)
- Du 5 mars au 5 avril 1932 : Josep Llorens i Artigas
- De novembre au 10 décembre 1932 : Maurice Marinot, verre
- Du 13 décembre 1932 à une date inconnue : dessins français du XVIIIe siècle, de la collection Richard Owen
- Du 3 janvier au 28 février 1933 : Aristide Maillol (deuxième exposition à Brummer)
- Du 4 mars au 15 avril 1933 : Pierre Roy (deuxième exposition à Brummer)
- D'octobre à novembre 1933 : dessins français des XVIIIe et XIXe siècles de la collection Richard Owen (deuxième partie), y compris des œuvres d'Antoine Watteau, Gustave Moreau et Théophile Steinlen
- Du 17 novembre 1933 au 13 janvier 1934 : sculptures de Constantin Brâncuși (deuxième exposition à Brummer)[12].
- Du 24 février au 15 avril 1934 : Pablo Gargallo
- Du 5 novembre au 29 décembre 1934 : Charles Despiau (deuxième exposition à Brummer)
- Du 5 janvier au 28 février 1935 : André Dunoyer de Segonzac
- Du 15 mars au 11 mai 1935 : Mateo Hernandez
- Octobre 1935 : Marguerite Zorach
- Du 2 décembre 1935 au 31 janvier 1936 : première exposition américaine de Chaim Jacob Lipchitz
- Du 2 mars au 4 avril 1936 : Béla Czóbel
- Du 9 novembre 1936 au 2 janvier 193 : André Derain
- Du 25 janvier au 20 mars 1937 : Ossip Zadkine
- Du 1er novembre au 31 décembre 1937 : François Pompon
- Février et mars 1938 : Léon Hartl
- Du 7 au 28 novembre 1938 : Charles Dufresne (deuxième exposition à Brummer)
- Du 7 novembre 1938 au 7 janvier 1939 : Henri Laurens